# 仲川房次郎
仲川 房次郎（なかがわ ふさじろう、1895年〈明治28年〉6月26日 - 1957年〈昭和32年〉6月6日）は、大正から昭和期の実業家、政治家。衆議院議員、奈良県吉野郡大淀町長。

## 経歴
奈良県吉野郡大淀村（現大淀町新野）で、仲川房蔵の三男として生まれ、1917年（大正6年）に分家した。
青年時代に売薬の行商に従事した。また、大淀町農会長、大淀町養蚕実行組合長（13年在任）、吉野郡養蚕実行組合長（12年在任）、奈良県土木建築組合顧問、同家庭薬協同組合顧問、同木工組合理事長、東亜製薬社長などを務めた。
政界では、1925年（大正14年）5月から1946年（昭和21年）まで大淀町会議員に在任。また、大淀町助役を経て、1933年（昭和8年）から1943年（昭和18年）まで大淀町長を務めた。1931年（昭和6年）9月、奈良県会議員に選出され、1946年まで在任し、同副議長も務めた。
1946年（昭和21年）4月の第22回衆議院議員総選挙に奈良県全県区から日本進歩党公認で出馬して初当選。その後、公職追放となる。追放解除後、1952年（昭和27年）10月の第25回衆議院議員総選挙に奈良県全県区から自由党公認で出馬して再選され、その後、1955年（昭和30年）2月の第27回総選挙まで当選し、衆議院議員に通算4期在任した。この間、第5次吉田内閣・行政管理政務次官、日本進歩党会計監督、自由党総務、同代議士会副会長、自由民主党宣伝局次長などを務めた。在任中の1957年6月に死去した。